# Sirawai
Sirawai es un municipio de Tercera Clase de la provincia en Zamboanga del Norte, Filipinas. De acuerdo con el censo del 2000, tiene una población de 16,534 en 3,207 hogares. 

## Barangayes
Sirawai está políticamente subdividido en 34 barangayes.
| - Balatakán - Balonkan - Balubuán - Bitugán - Bongon - Catuyan - Culasián - Danganon - Doña Cecilia - Guban - Lagundi - Libucón | - Lubok - Macuyon - Minanga - Motong - Napulan - Panabutan - Piacan - Pisa Itom - Pisa Puti - Piña - Pugos | - Pula Bato - Pulang Lupa - Saint Mary (Pob.) - San Nicolás (Pob.) - San Roque (Pob.) - San Vicente (Pob.) - Sipakit - Sipawa - Sirawai Proper (Pob.) - Talabiga - Tapanayán |